# Daiano
Daiano é uma comuna italiana da região do Trentino-Alto Ádige, província de Trento, com cerca de 635 habitantes. Estende-se por uma área de 9 km², tendo uma densidade populacional de 71 hab/km². Faz fronteira com Aldino (BZ), Varena, Carano, Cavalese.